# Securite
Securite – komunikat stosowany w radiokomunikacji głosowej, informujący o zamiarze nadania przez statek wodny lub stację nadbrzeżną komunikatu o bezpieczeństwie żeglugi lub ostrzeżeń meteorologicznych, która jednak nie powoduje bezpośredniego zagrożenia życia załogi. Wywodzi się z francuskiego słowa sécurité.
Najczęstsze powody ustanawiania tego typu komunikacji obejmują:
- ostrzeżenia o silnych wiatrach,
- ostrzeżenia o oblodzeniu szlaków morskich,
- informacje o złym oznakowaniu nawigacyjnym,
- informacje o przeszkodach na torach wodnych,
- ostrzeżenia o złym działaniu systemów radiokomunikacyjnych i nawigacji satelitarnej.

Na wywołanie tego typu jest przeznaczona trzecia minuta ciszy radiowej.
Wywołanie DSC dla tego typu komunikacji powinno mieć kategorię safety.
Właściwe użycie tego komunikatu polega na trzykrotnym jego powtórzeniu.